# Randallia gilberti
Randallia gilberti är en kräftdjursart som beskrevs av M. J. Rathbun 1906. Randallia gilberti ingår i släktet Randallia och familjen Leucosiidae. Inga underarter finns listade i Catalogue of Life.